# Tom Søndergaard
Tom Søndergaard (2 januari 1944 - 16 juni 1997) was een Deens voetballer.
Søndergaard kwam uit voor verschillende clubs in vier landen. In het seizoen 1968/1969 speelde hij bij het destijds succesvolle Rapid Wien. In de Europacup schakelde hij met Rapid Wien onder meer Real Madrid uit. Rapid Wien ging in de kwartfinale uiteindelijk ten onder tegen Manchester United, en de aanvaller werd aangetrokken door de latere verliezend finalist AFC Ajax. Hij speelde onder meer samen met Johan Cruijff. Voordat de echte gloriedagen aanbraken van de Amsterdamse club vertrok Søndergaard echter naar het Franse FC Metz. Søndergaard speelde 19 duels voor het Deens voetbalelftal. Hij behaalde met zijn land de vierde plaats op het Europees kampioenschap voetbal 1964. Hij scoorde vier treffers voor zijn land. In 1997 overleed Søndergaard op 53-jarige leeftijd.